# Frida Escobedo

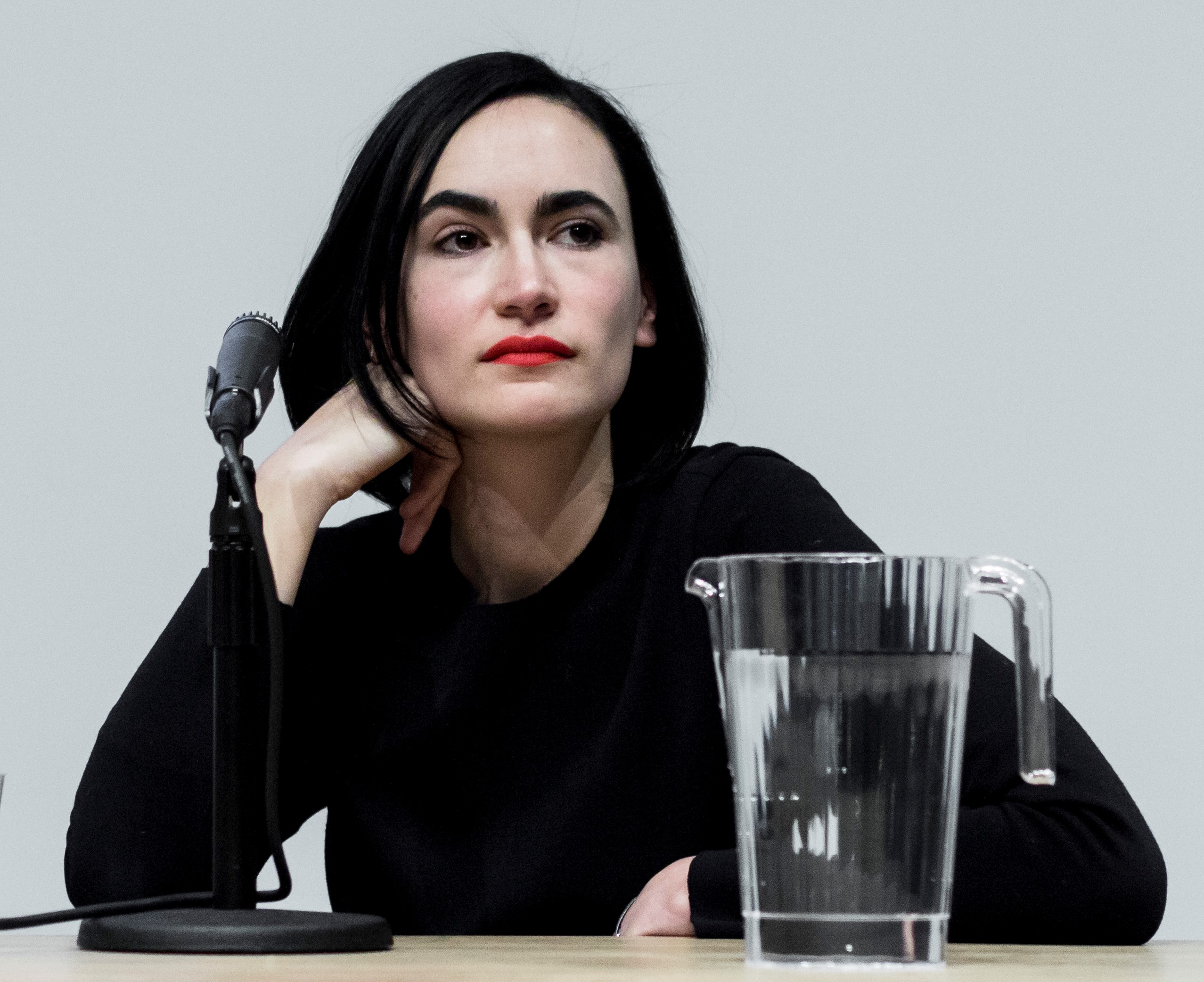
Frida Escobedo (2014)

Frida Escobedo (geboren 1979 in Mexiko-Stadt) ist eine mexikanische Architektin. Im Jahr 2006 gründete sie ihr eigenes Architektur- und Designstudio in Mexiko-Stadt. 2018 wurde sie eingeladen, den Serpentine Gallery Pavilion in London zu gestalten. 2019 wurde sie zum RIBA International Fellow ernannt.

## Beruflicher Werdegang

### Ausbildung
Escobedo studierte Architektur an der privaten Universidad Iberoamericana in Mexiko-Stadt und schloss das Studium 2003 ab. Nachdem sie sich schon einen Namen als Architektin gemacht hatte, unterbrach sie 2011 ihre Arbeit, um an der Graduate School of Design der Harvard University den Studiengang „Kunst, Design und Öffentlichkeitsarbeit“ zu belegen. Sie konnte dabei auf ein Arquitecto-Marcelo-Zambrano-Stipendium der Universidad Iberoamericana zurückgreifen und mit einem Master abschließen. Diese Erfahrung ermöglichte ihr einen freieren, künstlerischen Blick auf ihre Arbeit als Architektin.

### Studio Perro Rojo
Im Jahr 2003 gründete Frida Escobedo zusammen mit Alejandro Alarcón das Architekturstudio Perro Rojo (Roter Hund). Bekannt wurden die beiden durch das Projekt Casa Negra, ein Einfamilienhaus, das entworfen wurde, um in der Natur zu leben. Die Blockstruktur für die Zimmer wurde auf vier Röhren montiert und über die Erde gehoben. Ein großes Fenster ermöglicht eine freie Sicht auf Mexiko-Stadt und vermittelt das Gefühl, hinter einer großen Kamera zu stehen.

### Studio Frida Escobedo

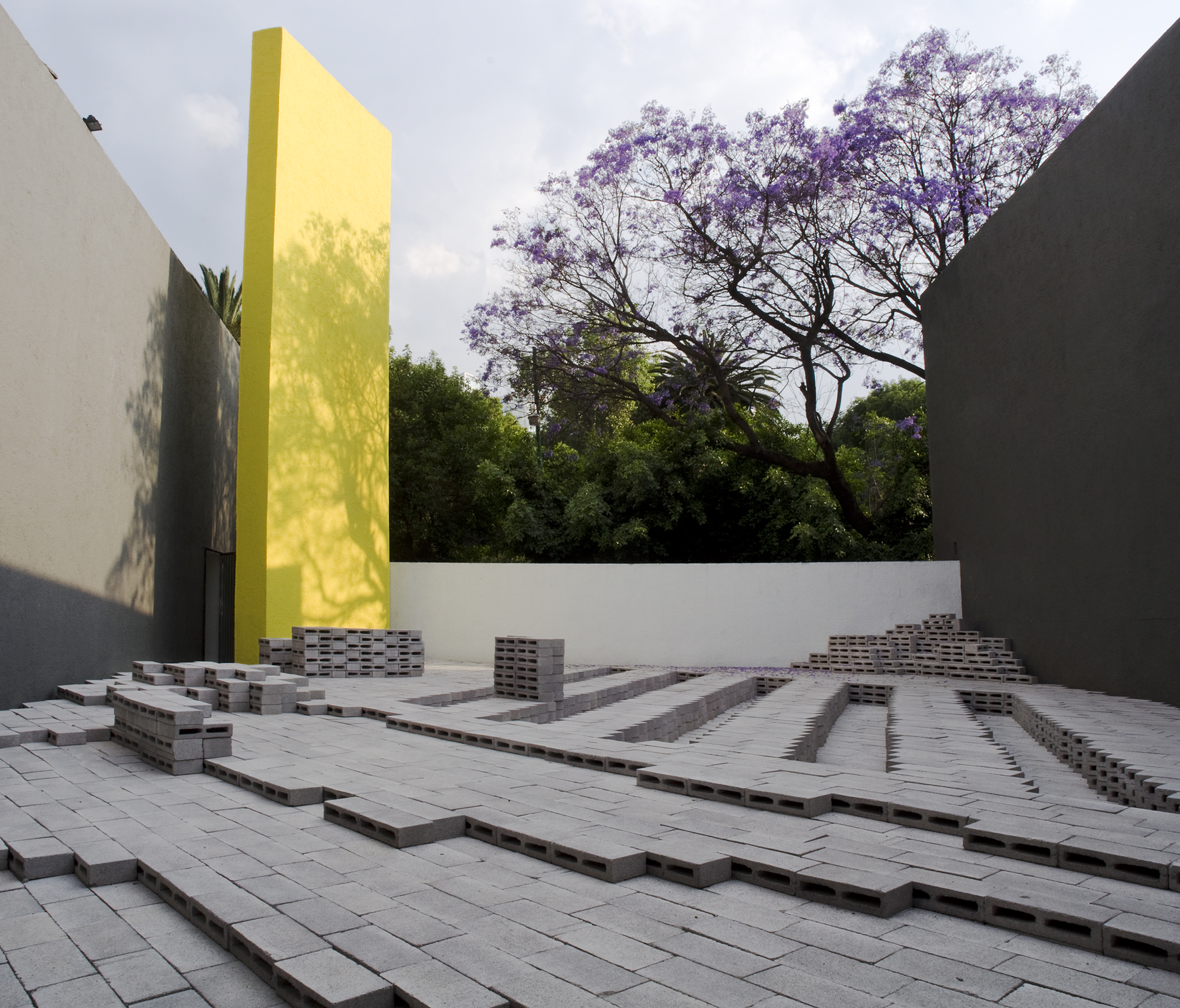
Gestaltung des Pabellón Eco 2010 im Museo Experimental El Eco, Mexiko-Stadt.

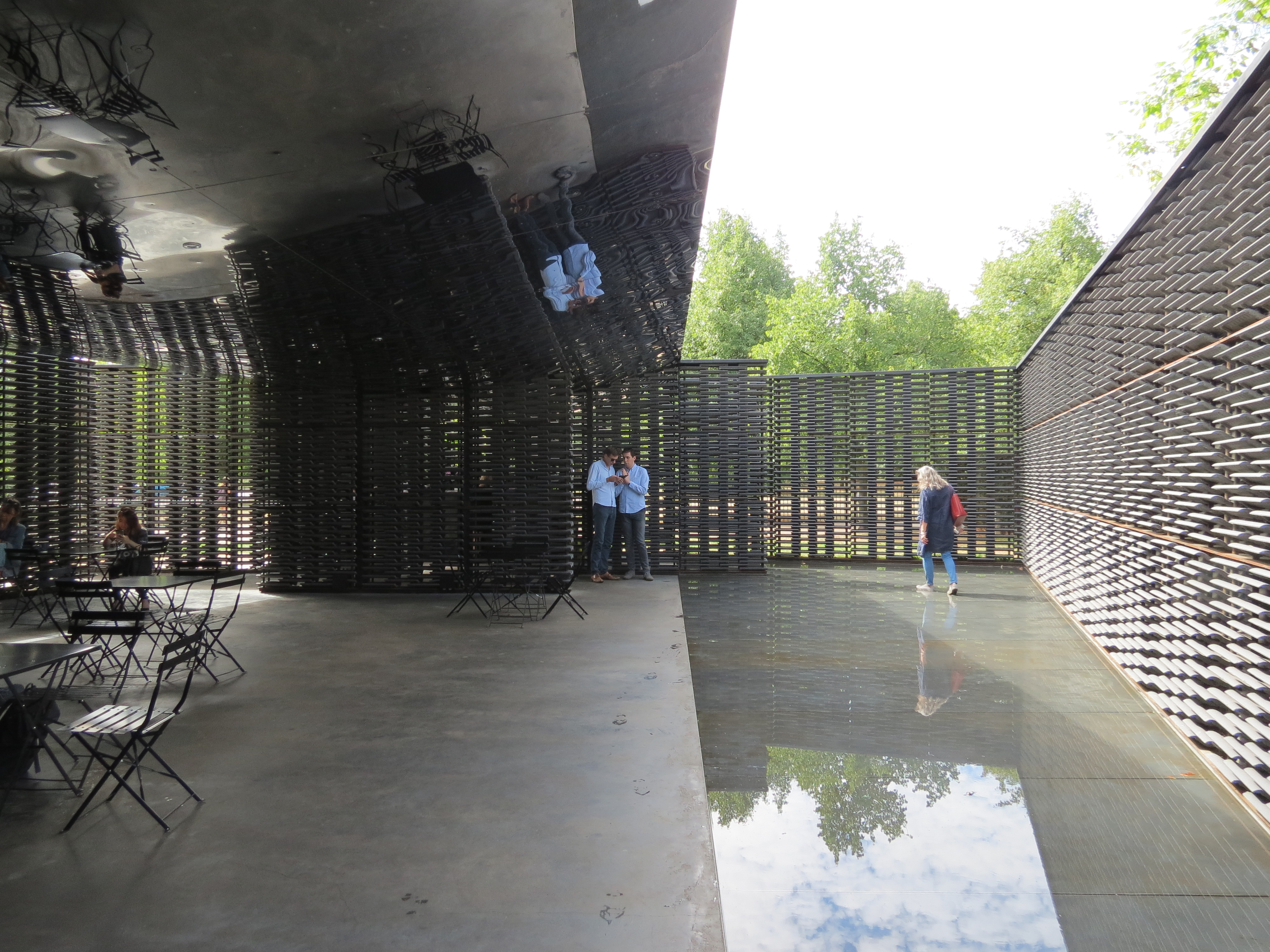
Serpentine Gallery Pavilion 2018: Blickgeschützter Aufenthaltsbereich mit Bassin und Spiegeldecke, Kensington Gardens, London.

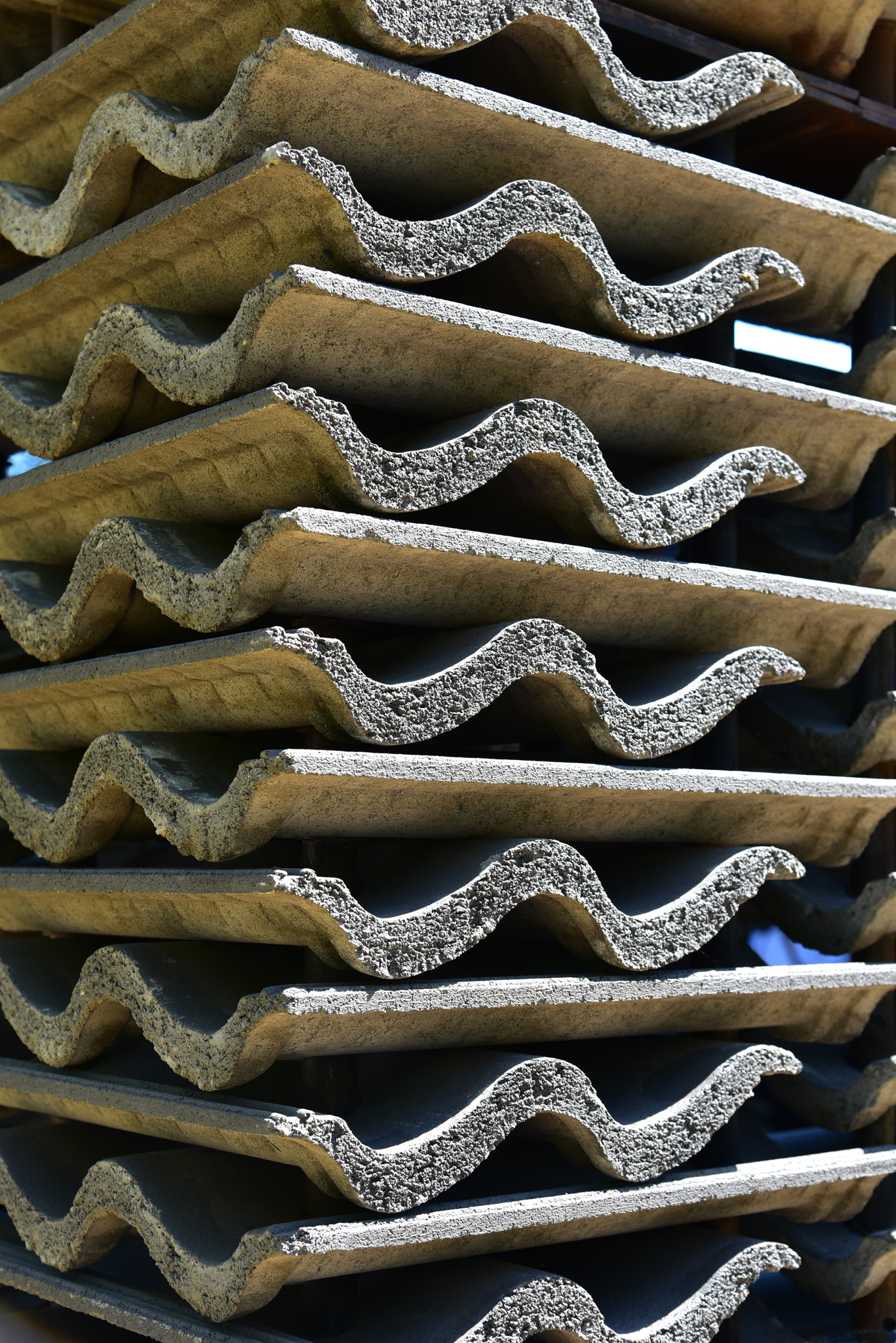
Serpentine Gallery Pavilion 2018: Wandstruktur aus Betonziegeln, Kensington Gardens, London.

2006 gründete Escobedo ihr eigenes Architekturbüro Frida Escobedo, dessen Team aus 21 Leuten besteht (Stand 15. April 2022). Escobedo orientiert sich in ihren Entwürfen an der mexikanischen Moderne. Deren Gebäude erinnern zwar in ihrer äußeren Form an die europäische oder amerikanische Moderne, sie sind aber verspielter und individueller gestaltet. Escobedo setzt sich zudem auf Flexibilität, Gestaltbarkeit und den sparsamen Einsatz von Baustoffen und macht auch in künstlerischen Interventionen auf die Begrenztheit von Ressourcen aufmerksam.

#### Künstlerische, temporäre Arbeiten
2010 wurde Escobedo die erste Gewinnerin des Architekturwettbewerbs Pabellón Eco im Museo Experimental El Eco in Mexiko-Stadt. In der temporären Installation bestückte sie den Innenhof des El Eco mehrlagig mit beweglichen Zementbausteinen, die bei Vorträgen und Zusammenkünften von den Teilnehmern so gestapelt werden konnten, dass sie sich beim Sitzen anlehnen oder eine Bühne formen konnten.
Angeregt durch Details aus der Azteken-Siedlung Tenochtitlan schuf Escobedo 2015 im Victoria & Albert Museum in London um ein flaches Wasserbecken Geh- und Sitzmöglichkeiten aus versetzten, sich spiegelnden Bänken.
2015 begab entwarf Escobedo den Stuhl chair 01, eine luftige Konstruktion aus quadratisch zusammengefügten Holzstäben mit einer textilen Sitzfläche. Diesen Stuhl baute sie in ihre Installation auf der Ausstellung Fabricated Landscape im Carnegie Museum of Art in Pittsburgh ein.
Im Jahr 2018 erhielt Escobedo den Auftrag für den Serpentine Gallery Pavilion in den Londoner Kensington Gardens. Sie war damit die jüngste Architektin, seit Zaha Hadid im Jahr 2000 den ersten Pavillon geschaffen hatte. Daraufhin wurde sie in die Riege der 30 einflussreichsten Architekten in London aufgenommen. Der Pavillon stand vom 15. Juni bis zum 7. Oktober 2018. Das Design des Pavillons war eine Anspielung auf Innenhöfe, die typischerweise Bestandteil von Häusern in Mexiko sind. Sie verwendete bewusst einfache Materialien. Das Bauwerk bestand aus dunklen, gestapelten Zementziegeln, die sowohl Licht als auch Wind durchließen; von außen waren Menschen, die sich im Pavillon aufhielten nicht zu sehen, von innen konnte man das Grün des Parks wahrnehmen. Escobedo nutzte auch einen kleinen Pool und eine verspiegelte Decke, um im Laufe des Tages zusätzliches, sich veränderndes Licht nach innen zu holen.

#### Architektonisches Werk
Escobedo entwarf und restaurierte insbesondere städtische Gebäude: Wohnungen, Einfamilienhäuser, Gemeindezentren, Kunstorte und Hotels. Sie gestaltete die ehemalige Werkstatt des mexikanischen Künstlers David Alfaro Siqueiros um und machte daraus La Tallera de Siqueiros (Die Werkstatt von Siqueiros), das staatliches Kulturzentrum in Cuernavaca. Der Gebäudekomplex umfasst eine Kunstgalerie, Künstlerateliers, ein Café und eine Bücherei. Der Eingang wird flankiert von zwei riesigen Wänden, deren Bemalung der Malerei von Siqueiros nachempfunden ist. Sie umgab außerdem das ganze Gelände mit einer Wand aus mit Dreieckmustern durchbrochenen Betonsteinen, die über drei Stockwerke hinweg eine halbtransparente Abgrenzung zur Umgebung bildet und gleichzeitig ein faszinierendes Spiel aus Licht und Schatten bietet.
Eine der Fassaden der Highland Halls, einem von Legoretta entworfenen Studentenwohnheim für die Stanford Graduate School of Business, gestaltete Escobedo mit rotbraunen Stahllamellen, die Klänge erzeugen können. Sie nannte diese Wand „A very short space of time through very short times of space“ und zitierte damit eine Passage aus Ulysses von James Joyce. Zudem erinnert das Geräusch an das, wenn Kinder mit Stöcken an einem Zaun entlang streifen.
Auch das Wohnprojekt Mar Tirreno, das Escobedo in Mexiko-Stadt realisiert hat, lebt von dem Gegensatz zwischen ausgefülltem und leerem Raum. Escobedo nimmt Anleihen an Arbeiterwohnungen aus den frühen 20er Jahren, schafft neben dem Wohnungen einen Gemeinschaftsbereich, der von der Straße durch durchbrochene Wände abgeschirmt ist und dennoch Transparenz nach außen bietet.
Im März 2022 bekam Escobedo den Auftrag einen neuen Flügels des Metropolitan Museums of Art in New York City zu entwerfen.

### Hochschullehrerin und Jurorin
Escobedo lehrte von 2007 bis 2010 an der Universidad Iberoamericana und war Gastdozentin an der Graduate School of Architecture, Planning, and Preservation der Columbia University, an der Graduate School of Design der Harvard University und an der Architectural Association School of Architecture in London.
Sie wurde eingeladen, Abschlussprojekte an der Harvard Graduate School of Design, dem Boston Architectural College, der Rice Architecture School, der Fakultät für Architektur des Bauhauses Weimar, der École polytechnique fédérale de Lausanne (EPFL), des Instituto Tecnológico y de Estudios Superiores de Monterrey in Mexiko und der Yale School of Architecture zu beurteilen.

## Privates
Als Kind begleitete Escobedo ihren Vater in das Krankenhaus, wo er als Arzt arbeitete. Im Krankenhaus verbrachte sie ihre Zeit damit, aus dem Fenster auf die nahe gelegenen Wohnkomplexe zu starren. In einem Interview mit Architectural Digest sagte Escobedo, „sie habe versucht zu verstehen, während sie aus dem Fenster schaute, wie der Raum die Persönlichkeiten der Menschen widerspiegelt“. Sie ist der Meinung, dass sich die Emotionen und Beziehungen der Menschen in der Gestaltung der Gebäude widerspiegelten.

## Projekte
Fertiggestellte Gebäude

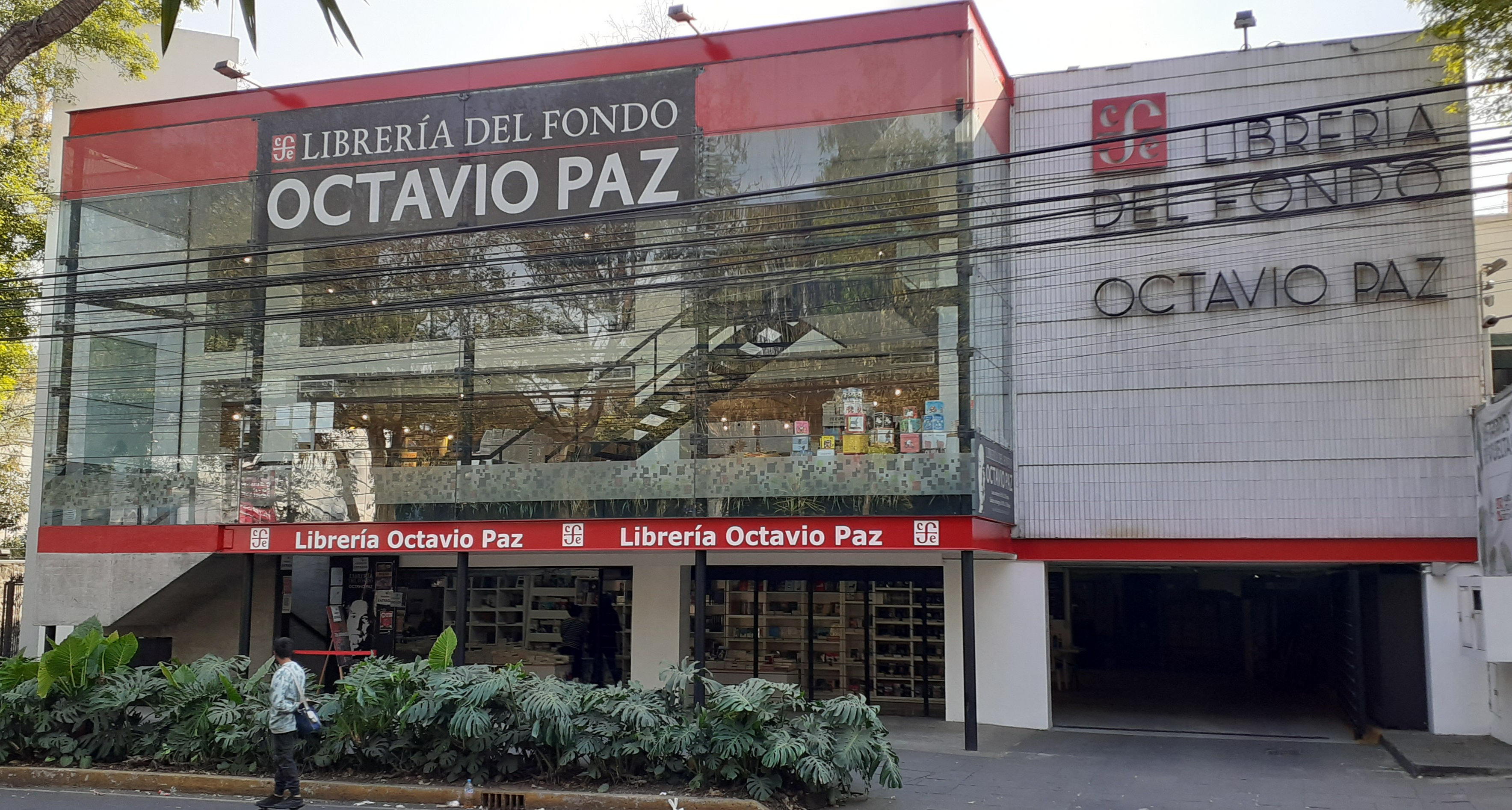
Librería del Fondo Octavio Paz, Mexiko-Stadt 2013

- 2004: Mit Alejandro Alarcón: Casa Negra (Wohnhaus), Mexiko-Stadt.[24][1]
- 2008: Mit José Rojas: Renovierung des Boca Chica Hotels, Acapulco, Guerrero, Mexiko[25][1]
- 2010: Renovierung von La Tallera de Siqueiros, Cuernavaca, Morelos, Mexiko.[26][1][27]
- 2013: Libreria del Fondo Octavio Paz (Bücherei), Mexiko-Stadt.[28]
- 2014: A very short space of time through very short times of space, klingende Fassadenwand für die Highland Halls (Studentenwohnheim) der Graduate School of Business (GSB) der Stanford University, Palo Alto, CA, Vereinigte Staaten von Amerika.[29]
- 2014: Aesop Wynwood (Laden), Miami, FL, Vereinigte Staaten von Amerika.[30]
- 2015: Aesop Coconut Grove (Laden), Miami, FL, Vereinigte Staaten von Amerika.[31]
- 2016: Mar Tirreno (Mehrfamilienhaus), Mexiko-Stadt.[32]
- 2017: Aesop West Loop (Laden), Chicago, IL, Vereinigte Staaten von Amerika.[33]
- 2017: Del territorio al habitante (Wohnhaus) im Infonavit Housing Laboratory, Apan, Hidalgo, Mexiko[34]
- 2018: Aesop Park Slope (Laden), Brooklyn, NY, Vereinigte Staaten von Amerika.[35]
- 2018: Casa Julia (Wohnhaus), Estado de México.[36]
- 2020: Mit Mauricio Mesta: Café Niddo, Mexiko-Stadt.[37]

Auswahl temporärer Projekte
- 2010: Pabellón Eco, Installation im Museo Experimental El Eco, Mexiko-Stadt.[38][1]
- 2013: Close, Closer, Kreisrunde Bühneninstallation im Rahmen der Architekturtriennale auf der Plaza Cívica in Lissabon, Portugal.[39][1]
- 2015: You know, you cannot see yourself so well as by reflection, Installation am Victoria & Albert Museum im Rahmen des London Design Festivals, Vereinigtes Königreich.[40][1]
- 2015: Material Reservoir – The State of the Art of Architecture auf der Chicago Architecture Biennial, IL, Vereinigte Staaten von Amerika.[9]
- 2016: Dada Zürich (Ausstellungsdesign), Casa Barragán, Mexiko-Stadt.[41]
- 2016: Longing for belonging, Installation auf der Triennale Oslo, Norwegen.[42]
- 2017: Tu casa es mi casa (Dein Haus ist mein Haus), Installation in den Neutra VDL Studio and Residences, Los Angeles, CA, Vereinigte Staaten von Amerika.[43]
- 2017: Randolph Square – Make new history auf der Architekturbiennale Chicago, IL, Vereinigte Staaten von Amerika.[44]
- 2017: Estaciones – Ruta de la amistad (Stationen – Straße der Freundschaft) auf der Architekturbiennale Orléans, Frankreich und in der Arthur Ross Architecture Gallery, New York, Vereinigte Staaten von Amerika.[45]
- 2018: Serpentine Pavilion 2018, Serpentine Gallery, Kensington Gardens, London, Vereinigtes Königreich.[46][47]
- 2019: Lina Bo Bardi: Habitat, Ausstellungsgestaltung im Museo Jumex, Mexico-Stadt.[48]
- 2021: The Fabricated Landscape, Installation im Carnegie Museum of Art, Pittsburgh, PA, Vereinigte Staaten von Amerika.[12]

## Preise und Auszeichnungen
- 2004: Young Creators' Scholarship des Fondo Nacional para la Cultura y las Artes, Mexiko.[3]
- 2008: Auswahl des Schweizer Architekturbüros Herzog & De Meuron und Ai Weiwei für das Projekt Ordos 100, um eine von hundert Villen für die Innere Mongolei, China, zu entwerfen.[3] Die Architekten trafen sich dreimal in dem Ort Ordos, erstellten die Entwürfe. Ai Weiwei drehte darüber einen Dokumentarfilm, aber die Projekte wurden nicht realisiert.[49]
- 2009: Gewinnerin des Young Architects Forum, organisiert von der Architectural Association, New York.[3]
- 2010: Marcelo-Zambrano-Stipendium
- 2013: Nominiert für den ArcVision Prize, einem Architekturpreis für Frauen.
- 2012: Ihre Projekte wurden im mexikanischen Pavillon auf der Architekturbiennale Venedig, bei der Mission Cultural Center for the Latino Arts in San Francisco und der Storefront for Art and Architecture in New York City ausgestellt.[3]
- 2016: Emerging Architecture Award der Zeitschrift britischen Zeitschrift Architectural Review.[50]
- 2017: Benannt als eine von sieben Emerging Voices von der New York Architectural League.[51]
- 2019: RIBA International Fellow[52][2]